# A-ha
a-ha je norveški pop rock sastav. Trojac koji se sastoji od Mortena Harketa, Paula Waaktaar-Savoya i Magnea Furuholmena formiran je 1983. godine, kad su i napustili Norvešku i otišli u London u potrazi za glazbenom karijerom. 

## Povijest
Debi singl grupe a-ha, "Take On Me", bio je hit s obje strane Atlantika 1985. godine, a prodaji u SAD-u je potpomogao i video spot napravljen po uzoru na scenu iz tada vrlo popularnog filma "Izmijenjena stanja" Kena Russela. Usprkos većoj popularnosti singla u SAD-u, prodaja albuma Hunting High and Low najbolje je išla u Ujedinjenom Kraljevstvu. Kritičari su ih tada većinom svrstavali u kategoriju manje vrijednog, bubblegum popa. 
Drugi album a-haovaca bio je Scoundrel Days iz 1986., i pokazivao je težnju sastava prema alternativnom rock zvuku. Godine 1987. napisali su i izveli "The Living Daylights", naslovnu pjesmu iz filma o Jamesu Bondu "Dah smrti". Album Stay on These Roads iz 1988. naišao je na oprečne kritike i usprkos velikom padu prodaje u sljedećih nekoliko godina, a-ha su snimili još dva albuma – East of the Sun, West of the Moon iz 1990., te Memorial Beach iz 1993. godine.
Godine 1994., sastav se i razišao i tijekom tog razdoblja članovi su se usredotočili na svoje solo-karijere.
Nakon vrlo dobro prihvaćene izvedbe "The Sun Always Shines on TV" i nove pjesme "Summer Moved On" na dodjeli Nobelovih nagrada za mir 1998. godine, trojac se vratio u studio i 2000. snimio album Minor Earth, Major Sky. Taj je album, zajedno s albumom Lifelines iz 2002., dokazao da a-ha još uvijek imaju veliku bazu obožavatelja, kao i da su još uvijek sposobni privući nove slušatelje – posebice u središnjoj Europi i Skandinaviji, gdje su se albumi prodavali iznimno dobro. Godine 2001. su ponovno nastupali na dodjeli Nobelove nagrade za mir.
Godine 2003., izdan je i live album s turneje iz 2002. How Can I Sleep With Your Voice in My Head, a 2004. i knjiga o sastavu "A Swing of Things", koja je sadržavala i CD sa starim demomaterijalima grupe. 
Godine 2004. a-ha su proslavili 20 godina postojanja kompilacijom singlova The Singles: 1984-2004.
U drugoj polovici 2005. godine, počinju snimati novi studijski album.

## Diskografija

### Albumi
- Hunting High And Low (1985.)
- Scoundrel Days (1986.)
- Stay on These Roads (1988.)
- East of the Sun, West of the Moon (1990.)
- Memorial Beach (1993.)
- Minor Earth Major Sky (2000.)
- Lifelines (2002.)
- Analogue (2005.)
- Foot of the Mountain (2009.)
- Cast in Steel (2015.)
- True North (2022.)

### Mini-albumi (EP izdanja)
- 45 R.P.M. Club' (1985.)
- Twelve Inch Club (1985.)
- Scoundrel Club (1987.)
- Road Club (1988.)

### Live albumi
- How Can I Sleep With Your Voice In My Head (2003.)

## Vanjske poveznice
- Službena web-stranica sastava a-ha